# Berta Lask
Berta Lask (Pseudonym „Gerhard Wieland“) (* 17. November 1878 in Wadowice, Österreich-Ungarn; † 28. März 1967 in Ost-Berlin) war eine deutsche Dichterin, Theaterautorin und Journalistin.

## Leben
Berta Lask wurde als drittes von vier Kindern von Leopold Lask, einem jüdischen Papierfabrikanten, und dessen Ehefrau Cerline, einer Erzieherin, im galizischen Wadowice geboren. Der Philosoph Emil Lask (1875–1915), ein Freund Georg Lukács’, war ihr älterer Bruder. 1885 zog die Familie Lask nach Deutschland, wo Berta Lask eine Ausbildung am Gymnasium in Bad Freienwalde (Oder) erhielt. In dieser Zeit begann sie mit ihren ersten literarischen Versuchen. 1894/95 wurde sie am Lyzeum in Berlin von Helene Lange unterrichtet. Ihr Wunsch, studieren zu können, scheiterte am Widerstand der Mutter.
1901 heirateten Berta Lask und Louis Jacobsohn (1863–1940), Neurologe, Histologe und Dozent an der Berliner Friedrich-Wilhelms-Universität. Das Ehepaar hatte eine Tochter und drei Söhne.
1912 entstand ihr erstes, unveröffentlichtes, Theaterstück unter dem Titel Auf dem Hinterhof, vier Treppen links. Nach dem Ersten Weltkrieg veröffentlichte Berta Lask die Gedichtbände Stimmen und Rufe aus dem Dunkel, dem expressionistischen Aktivismus Kurt Hillers nahestehend. Beide Brüder fielen im Ersten Weltkrieg.
Berta Lask hatte sich zunächst im Rahmen der bürgerlichen Frauenbewegung engagiert, unter dem Eindruck des Elends in Berlin, das sie durch die Arztpraxis ihres Mannes kennenlernte und später der Oktoberrevolution 1917 in Russland und der Novemberrevolution 1918 in Berlin radikalisierte sie sich. Dezember 1918 führte sie in der Zeitschrift Die Weltbühne eine Kontroverse mit dem Herausgeber Siegfried Jacobsohn über die Frage, inwieweit Frauen sich gesondert als Frauen politisch engagieren sollen, was Jacobsohn bestritten hatte. Später publizierte sie in der Roten Fahne und anderen kommunistischen Zeitungen und trat 1923 in die KPD ein. Es entstand propagandistische Literatur wie der Chor Die Toten rufen – Sprechchor zum Gedenken an Karl Liebknecht und Rosa Luxemburg, die Theaterstücke Leuna 1921 oder Thomas Müntzer, Kinderbücher wie Auf dem Flügelpferde durch die Zeiten und Wie Franz und Grete nach Russland reisten. Lask hatte 1925 die Sowjetunion zum ersten Mal besucht.
Lask wurde von der Justiz der Weimarer Republik mehrfach des Hochverrates beschuldigt, ihre gedruckten Theaterstücke wurden beschlagnahmt und Aufführungen verboten. In Prozessen gegen kommunistische Buchhändler bezog man sich auch auf ihre Werke. Allerdings wurde die Anklage gegen sie 1927 niedergeschlagen. Sie gehörte neben Johannes R. Becher, Frida Rubiner, F. C. Weiskopf und anderen zu den Mitgliedern des Vorbereitungskomitees und den Gründungsmitgliedern des Bundes Proletarisch-Revolutionärer Schriftsteller (BPRS). Bei der Gründung des Bundes am 19. Oktober 1928 wurde sie 2. Sekretärin des Vorstandes. Berta Lask war auch Mitglied des Schutzverbandes deutscher Schriftsteller. In der Folge arbeitete sie vor allem journalistisch.
Nach der Machtübergabe an Nationalsozialisten wurde Berta Lask vorübergehend verhaftet, im Juni 1933 floh sie über Prag nach Moskau. Einer ihrer Söhne wurde im selben Jahr von den Nationalsozialisten im KZ Dachau ermordet. Auch ihre Schwester Helene Lask kam nach 1933 in einem KZ ums Leben.

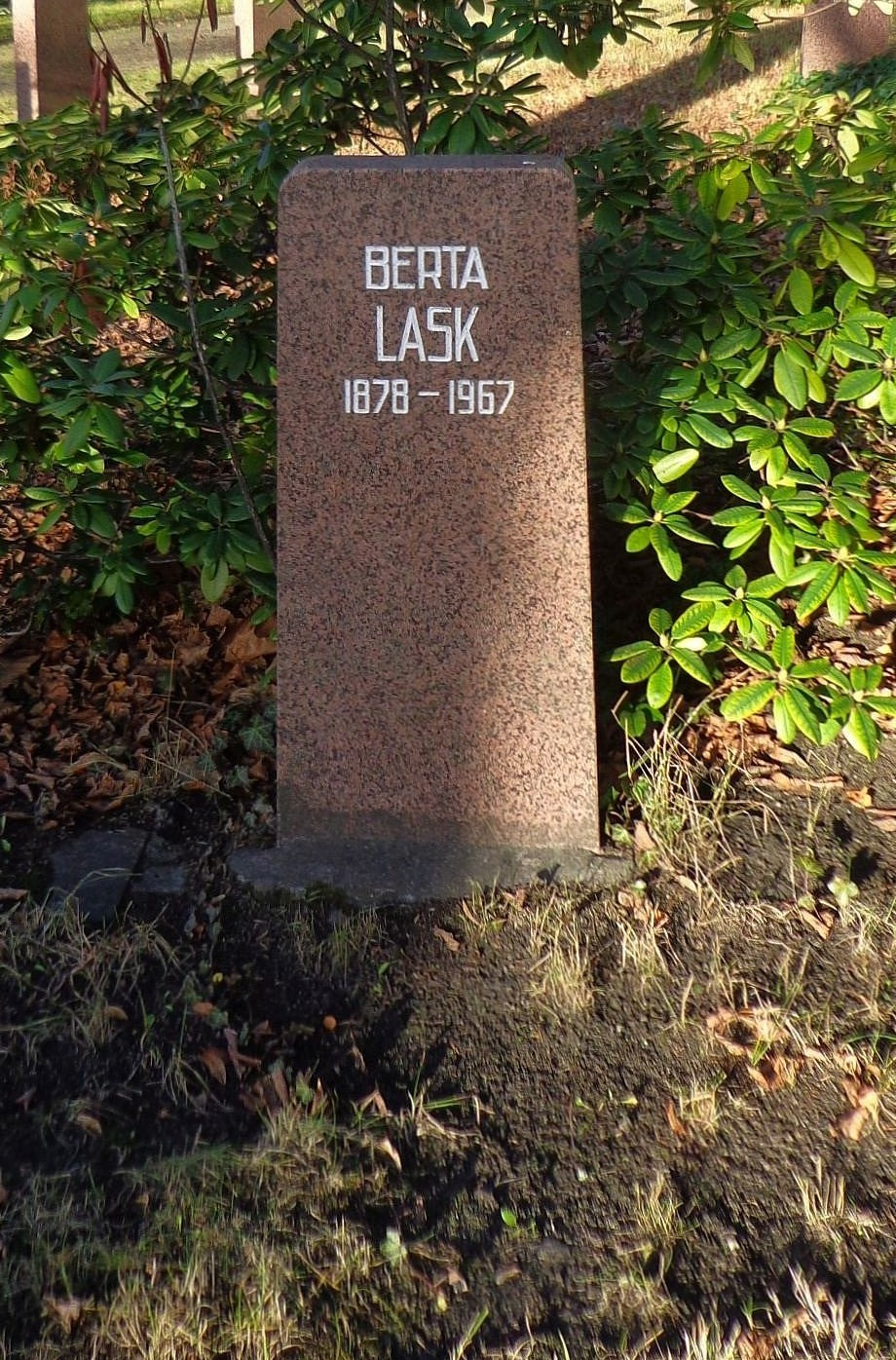
Grabstätte

Lask arbeitete in Moskau zuerst publizistisch, sie veröffentlichte teilweise unter dem Pseudonym Gerhard Wieland. Anfang 1936 folgte ihr Ehemann im Alter von 73 Jahren in die Sowjetunion, begleitet von seiner Schwiegertochter Dora Diamant und der zweijährigen Enkeltochter Franziska Marianne Lask. Berta Lask ging mit ihrem Ehemann nach Sewastopol auf die Krim, wo er eine Anstellung als Arzt erhielt. 1938 wurden die Lasks von den deutschen Behörden ausgebürgert. Der Sohn Lutz Lask, Diplom-Volkswirt und Mitarbeiter am Moskauer Marx-Engels-Institut, wurde 1938 verhaftet und in einem Lager an der Kolyma im Fernen Osten inhaftiert. Nach dem Tod des Ehemannes im Jahr 1940 lebte Berta Lask  von Sommer 1941 bis Herbst 1944 bei ihrem Sohn Hermann Lask in Archangelsk, danach bis 1953 wieder in Moskau. Nach der Entlassung ihres Sohnes Lutz kehrte sie im August 1953 nach Deutschland zurück. In der DDR gehörten Anna Seghers, Franz Carl und Grete Weiskopf zu ihren Bekannten.
Das Urnengrab der Berta Lask befindet sich in der Grabanlage Pergolenweg des Zentralfriedhofs in Berlin-Lichtenberg. Das Zentralkomitee der SED würdigte sie im Neuen Deutschland mit einem Nachruf.

## Auszeichnungen
- 1955: Clara-Zetkin-Medaille
- 1957: Medaille für Kämpfer gegen den Faschismus 1933 bis 1945
- 1958: Vaterländischer Verdienstorden in Gold[3]

## Werke (Auswahl)
- Stimmen. Gedichte. Steegemann, Hannover 1919 (Digitalisat)
- Rufe aus dem Dunkel. Auswahl 1915–1921. (Soziale anti-militaristische Dichtungen, 1). Arbeiter-Kunst-Ausstellung, Berlin 1921
- Unsere Aufgabe an der Menschheit. Aufsätze. Verlag „Der Syndikalist“, Berlin 1923.
- Der Obermenschenfresser Weltkapitalismus und die Internationale Arbeiterhilfe, Berlin 1924
- Auf dem Flügelpferde durch die Zeiten. Bilder vom Klassenkampf der Jahrtausende. Erzählung für junge Proletarier. Mit 8 Bildern von Rudolf Schlichter. Vereinigung Internat. Verlagsanstalten, Berlin 1925.
- Wie Franz und Grete nach Rußland kamen. Erzählung für die Arbeiterjugend und Arbeitereltern. Vereinigung Internat. Verlagsanstalten, Berlin 1926.
- Die Befreiung. Sechzehn Bilder aus dem Leben der deutschen und russischen Frauen, 1914–1920. Vereinigung Internationaler Verlagsanstalten, Berlin 1926.
- Giftgasnebel über Sowjetrußland. Revue-Drama in 35 Scenen. Friedrich, Berlin 1927.
- Leuna 1921. Drama in fünf Akten. (Rote Dietz-Reihe 19). J. H. W. Dietz Verlag, Berlin 1927.
- Kollektivdorf und Sowjetgut. Ein Reisetagebuch. Internationaler Arbeiter-Verlag, Berlin 1931.
- Ein Dorf steht auf. Johann, der Knecht. Erzählungen aus Hitlerdeutschland. Staatsverl. der nat. Minderheiten der USSR, Kiew 1935.
- Januar 1933 in Berlin. Staatsverl. der nat. Minderheiten der USSR, Kiew 1935.
- Stille und Sturm (Band I und II). Roman. Mitteldeutscher Verlag, Halle (Saale) 1955.
- Mira Lask (Hrsg.): Aus ganzem Herzen. Mit einem Vorwort von Johannes Schellenberger. Deutscher Militärverlag, Berlin 1961.
- Otto und Else. Eine Erzählung vom Kampf der deutschen Arbeiterjugend. Verlag Kultur und Fortschritt, Berlin 1962.